# How Can You Mend a Broken Heart / Israel
A How Can You Mend a Broken Heart / Country Woman kislemez európai megjelenéssel egyidőben Izraelben megjelent kislemez, a B oldalon nem a Country Woman, hanem az Israel számmal.

## Közreműködők
- Barry Gibb – ének, gitár
- Maurice Gibb – ének,  gitár, zongora, orgona, basszusgitár
- Robin Gibb – ének
- Alan Kendall – gitár
- Geoff Bridgeford – dob
- stúdiózenekar Bill Shepherd vezényletével
- hangmérnök – Bryan Stott

## A lemez dalai
- How Can You Mend a Broken Heart    (Barry és Robin Gibb) (1970), stereo 3:58, ének: Barry Gibb, Robin Gibb
- Israel  (Barry Gibb)  (1971), stereo 2:48, ének: Barry Gibb

## Top 10 helyezés
- How Can You Mend a Broken Heart : #1.: Amerika, Kanada,  #2.: Chile,  #3.: Ausztrália,  #6.: Új-Zéland,  #7.: Dél-afrikai Köztársaság

## A kislemez megjelenése országonként
- Izrael Polydor 2058 115